# 圣多美伯劳
圣多美伯劳（学名：Lanius newtoni）是伯劳科伯劳属的一种。为圣多美和普林西比的特有种。体长约20至21厘米。在1888年至1928年有其活动记录，并于1990年重新发现。